# IC 889
IC 889 је галаксија у сазвјежђу Дјевица која се налази на листи објеката дубоког неба у Индекс каталогу.
Деклинација објекта је + 11° 52' 12" а ректасцензија 13h 26m 37,5s. Привидна величина (магнитуда) објекта IC 889 износи 14,5 а фотографска магнитуда 15,5. IC 889 је још познат и под ознакама CGCG 72-74, PGC 47050.